# Saint-Pierre-de-Chignac

Saint-Pierre-de-Chignac este o comună în departamentul Dordogne din sud-vestul Franței. În 2009 avea o populație de 802 de locuitori.

## Evoluția populației
| An        | 1975 | 1982 | 1990 | 1999 | 2006 | 2009 |
| --------- | ---- | ---- | ---- | ---- | ---- | ---- |
| Populație | 654  | 718  | 771  | 777  | 776  | 802  |